# Vol Singapore Airlines 321
Le 21 mai 2024, le Boeing 777-300 assurant le vol Singapore Airlines 321, reliant Londres à Singapour, subit de fortes turbulences alors qu'il se trouve en vol de croisière à 37 000 pieds (11 277 m) au-dessus de la Birmanie et doit effectuer un atterrissage d'urgence à Bangkok, en Thaïlande. Des dizaines de passagers ont été projetés au plafond, l'un d'entre eux, un Britannique de 73 ans, est mort, probablement d'une crise cardiaque. Il s'agit du premier accident mortel impliquant un avion de Singapore Airlines, depuis celui du vol 006 en octobre 2000.

## Accident

Carte

L'avion, un Boeing 777-312ER de Singapore Airlines, décolle de Londres le 20 mai à 21 h 38 UTC (22 h 38 heure locale) en direction de Singapour. D'après les données ADS-B, le 21 mai à environ 7 h 49 UTC, il subit pendant près d'une minute de soudaines turbulences marquées par de brusques variations de vitesse verticale. 
A 8 h 3 UTC, l'avion change de cap pour se dérouter vers Bangkok où il atterrit à 8 h 45 UTC (15 h 15 heure locale) et où les blessés sont pris en charge par le personnel médical. Vingt d'entre eux sont placés en soins intensifs dans des hôpitaux de la capitale thaïlandaise.

## Réactions
Le PDG de Singapore Airlines, Goh Choon Phong, présente ses excuses le lendemain de l'accident pour l'« expérience traumatique », en précisant que la compagnie coopérait « pleinement avec les autorités compétentes pour l'enquête ». Le président singapourien, Tharman Shanmugaratnam, et son premier ministre Lawrence Wong ont également présenté leurs condoléances.